# یوگنیا سارگسیان
یوگنیا سارگسیان (ارمنی: Եվգենիա Սարգսյան؛ انگلیسی: Evgénia Sarkisian؛ ۲۱ مارس ۱۹۵۹) با نام هنری ساره (ارمنی: Սարե) طراح صحنه و نقاش اهل ارمنستان است.

## زندگی‌نامه
وی در ۲۱ مارس ۱۹۵۹ در ایروان به دنیا آمد و از انستیتو دولتی هنری و نمایشی ایروان فارغ‌التحصیل گشت. 

## جستارهای وابسته

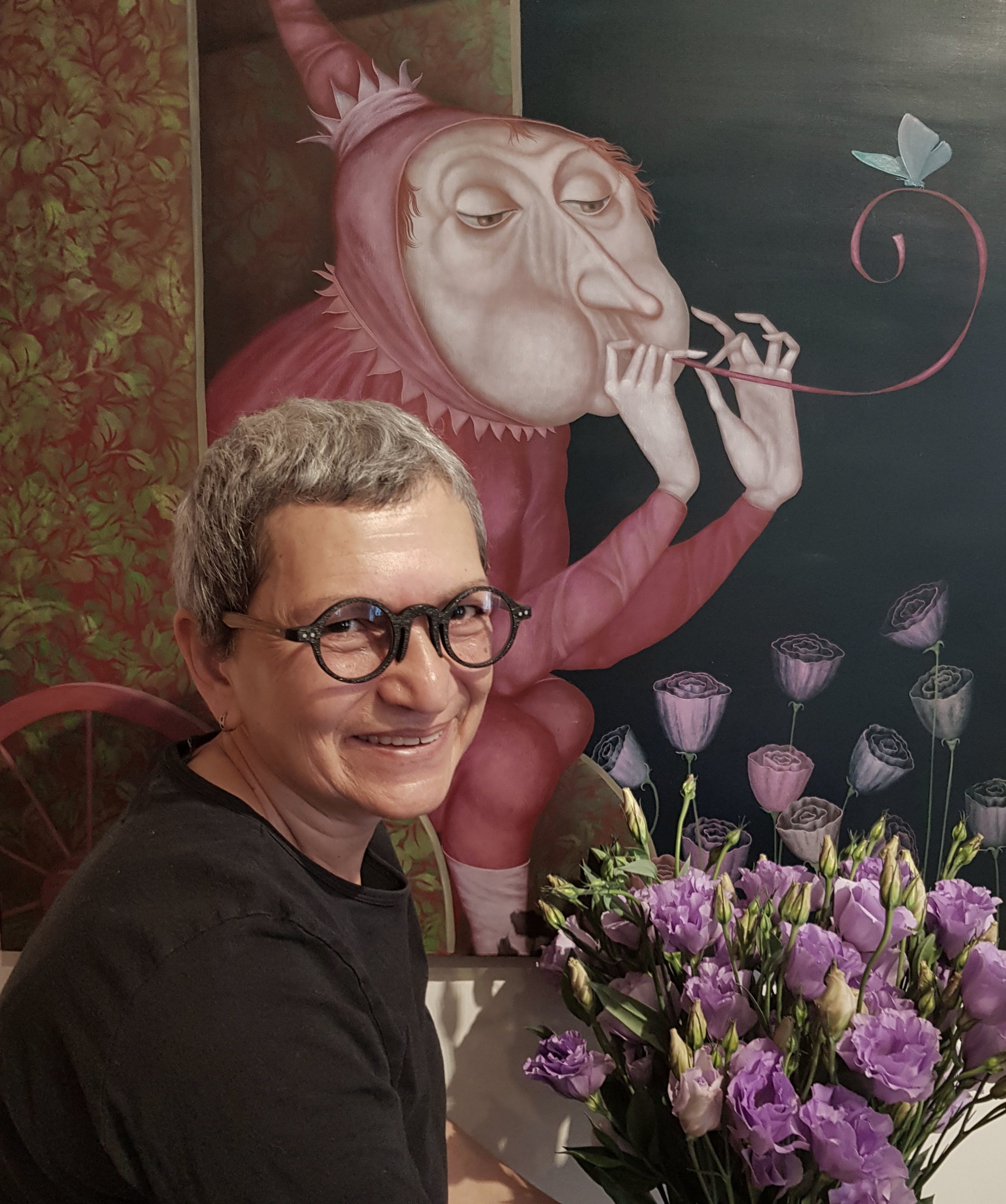
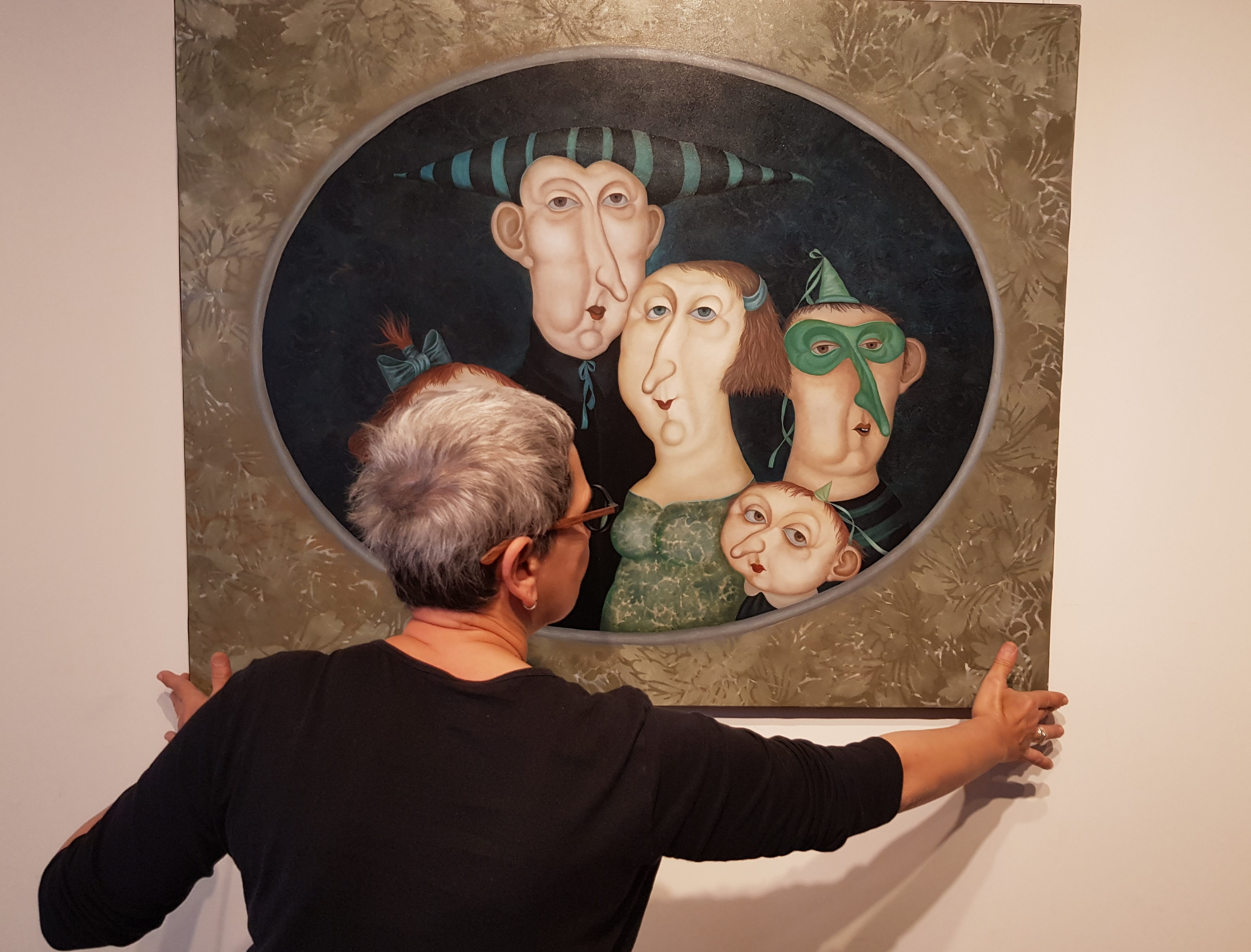

## یادداشت
1. ↑  գեղարվեստական անուն
2. ↑  scenographer